# APT (linguaggio di programmazione)
L'APT (Automatically Programmed Tools) è un linguaggio di programmazione di macchine utensili a controllo numerico; consente lavorazioni bi-tridimensionali e contornature fino a cinque assi. È stato realizzato dal Massachusetts Institute of Technology (MIT) su commissione della Aerospace Industries Association (AIA) degli Stati Uniti d'America.
Il sistema è basato sulla definizione geometrica del pezzo da lavorare, sulla definizione dei movimenti dell'utensile necessari per la lavorazione e sul calcolo automatico della posizione dell'utensile. Il programma detto Part-program, elaborato dal Processor, produce il file CLF (cutter location file) scritto in formato intermedio. Questo file, rielaborato dal Post-processor, produce il programma di lavoro scritto nel codice compreso dall'unità di governo della macchina utensile (ISO Standard). Il linguaggio comprende più di 300 parole riservate.